# ميان تنغ (مقاطعة دالاهو)
ميان‌تنغ (بالفارسية: میان‌تنگ) هي قرية تقع في قسم حومة كرند الريفي (مقاطعة دالاهو) في إيران. يقدر عدد سكانها بـ 60 نسمة .